# Baron de l'Échiquier
Les Barons de l'Échiquier, ou barones scaccarii, sont des juges de la Cour anglaise de l'Échiquier (en). 
Les barons se composent d'un Baron en chef de l'Échiquier et de plusieurs Barons puînés (inférieurs). Lorsque Robert Shute est nommé deuxième Baron en juin 1579, le brevet déclare « qu'il sera réputé et sera du même ordre, rang, estimation, dignité et prééminence à toutes fins utiles que tout juge puîné de l'un ou l'autre des deux autres tribunaux ». La montée des échanges commerciaux dans l'Angleterre élisabéthaine a occasionné une application frauduleuse du Quo minus. L'augmentation de la fiscalité a exigé que le personnel du ministère des Finances passe au crible une augmentation de la charge de travail, ce qui a amené des litiges plus répandus à être portés devant les tribunaux. À partir des années 1580, les Barons de l'Échiquier n'étaient plus tenus en si mauvaise estime et étaient plus susceptibles d'être des sergents en droit avant la qualification. Les Inns of Court ont commencé à exclure les notaires et ont occupé des postes de juges et de barons ouverts également aux avocats. En 1591, le règlement reflétait une affaire dans laquelle le Lord Keeper Egerton interdisait aux avocats de rechercher des affaires auprès de l'Échiquier.
Les barons siègent en tant que tribunal de droit commun, entendent les poursuites devant le tribunal d'équité et règlent des différends fiscaux. Un baron puîné est appelé « Mr Baron X » et le baron en chef « Lord Chief Baron X ».
Les Barons étaient à l'origine les mêmes juges que ceux de la cour du banc du Roi, ne devenant des postes indépendants qu'après la séparation de l'Échiquier de la curia regis. Dans les premières années de l'existence de l'Échiquier, les Barons étaient les auditeurs en chef des comptes de l'Angleterre, un rôle passé aux auditeurs dédiés sous le règne d'Édouard II. Avec l'expansion de l'Échiquier pendant l'ère Tudor, les Barons sont devenus plus importants ; auparavant, seul le baron en chef avait été nommé parmi les Serjeant-at-law (en), les autres Barons étant de simples avocats. Il devient ainsi pratique pour tous les Barons de l'Échiquier d'être sergents. Cela accroît encore la position de l'Échiquier, car pour la première fois, l'Échiquier est mis au même niveau que la Cour des plaidoyers communs et la Cour du banc du roi, où tous les juges devaient déjà être des sergents. Avant les changements de 1533, les sergents avaient la préséance sur les Barons. Par la suite, ils détenaient le diplôme de coiffe pour se qualifier aux Inns of Court en tant que tribunal principal de Westminster. 
De 1550 à 1579, il y avait une distinction majeure entre le Baron en chef et les deuxième, troisième et quatrième Barons puînés. La différence était dans le statut social et l'éducation. Tous les principaux Barons avaient été formés comme avocats dans les auberges de la cour. À l'exception d'Henry Bradshaw et de Clement Heigham, tous deux avocats, tous les principaux Barons qui ont servi Elizabeth I, avaient atteint le rang le plus élevé et le plus prestigieux d'un avocat, serjeant-at-law. En 1841, la juridiction équitable a été transférée à la Cour de chancellerie, qui traite des affaires pécuniaires.

## Histoire
En 1272, des individus sont nommés au poste de Baron de l'Échiquier de temps à autre : 24 justiciers barons sont nommés à la fin du règne d'Henri III. À partir de 1278, il y a trois Barons, un quatrième étant nommé en 1296 et un cinquième en 1299. En 1308, l'un des Barons est reconnu comme Capitalem Baronem (chef baron). Edward I ordonne que les sessions de l'Échiquier se tiennent au terme d'Hilary. Par les réformes du règne du roi Richard II, les barons ne sont pas nécessairement qualifiés de plaideurs spéciaux ou de sergents ; la fonction est un don du roi et les barons ne sont généralement pas autorisés à refuser une nomination. Dès lors et jusqu'en 1478, il est reconnu qu'il doit y avoir quatre Barons puînés. L'un est fréquemment nommé deuxième Baron. À partir de là et jusqu'en 1547, les trois Barons puînés ont toujours été nommés à des bureaux numérotés, mais en 1549, Edward Saxleby en tant que successeur de John Darnall a été simplement nommé « l'un des barons de l'Échiquier ». Cependant, lui et ses successeurs ont occupé le poste de Cursitor Baron. Un Baron supplémentaire est nommé en 1604. Le nombre de puînés est généralement resté à trois jusqu'au XIXe siècle, mais il y en a eu un quatrième de 1708 à 1725 en raison du congé autorisé de John Smith pour assister au bureau d'un Baron de l'Échiquier écossais. Un quatrième Baron puîné est nommé en 1830 et un cinquième en 1868. 